# Štefánia Jakubcová
Štefánia Jakubcová (* 20. ledna 1935) byla slovenská a československá politička a poúnorová bezpartijní poslankyně Národního shromáždění ČSSR a Sněmovny lidu Federálního shromáždění.

## Biografie
Ve volbách roku 1964 byla zvolena do Národního shromáždění ČSSR za Středoslovenský kraj jako bezpartijní kandidátka. V Národním shromáždění zasedala až do konce volebního období parlamentu v roce 1968.
K roku 1968 se profesně uvádí jako skladnice z obvodu Kysucké Nové Mesto.
Po federalizaci Československa usedla roku 1969 do Sněmovny lidu Federálního shromáždění (volební obvod Kysucké Nové Mesto), kde setrvala do konce volebního období, tedy do voleb v roce 1971.